# 임정빈
임정빈(1993년 2월 4일 ~ )은 대한민국의 축구 선수이다. 포지션은 미드필더이다.